# Vlčnovský háj
Vlčnovský háj je přírodní rezervace poblíž obce Vlčnov v okrese Uherské Hradiště. Důvodem ochrany je zachování typické vegetace karpatské prvosenkové dubohabřiny s bohatým výskytem ohrožené ladoňky dvoulisté (Scilla bifolia).

## Galerie

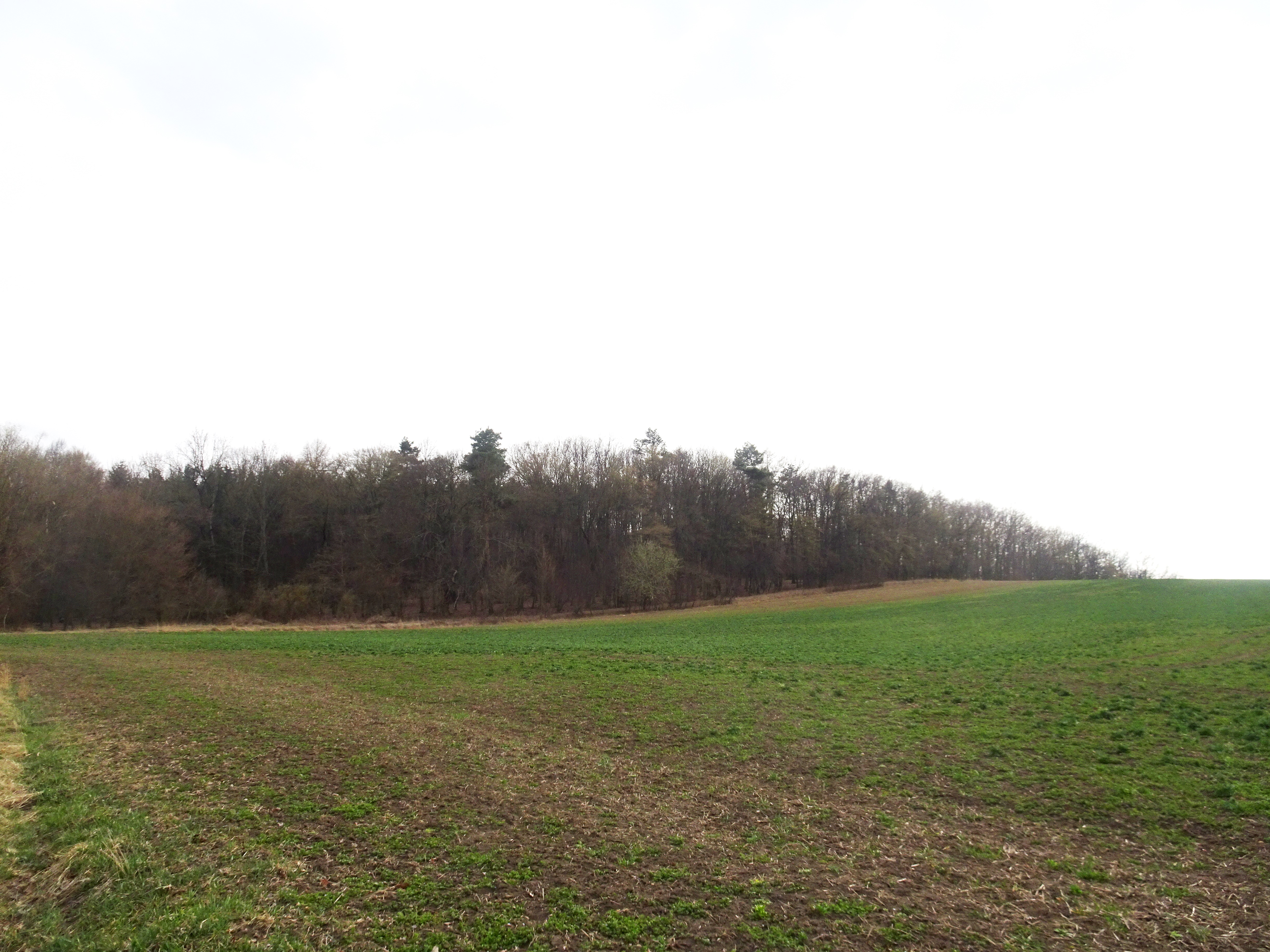
Cesta v Vlčnovskému háji
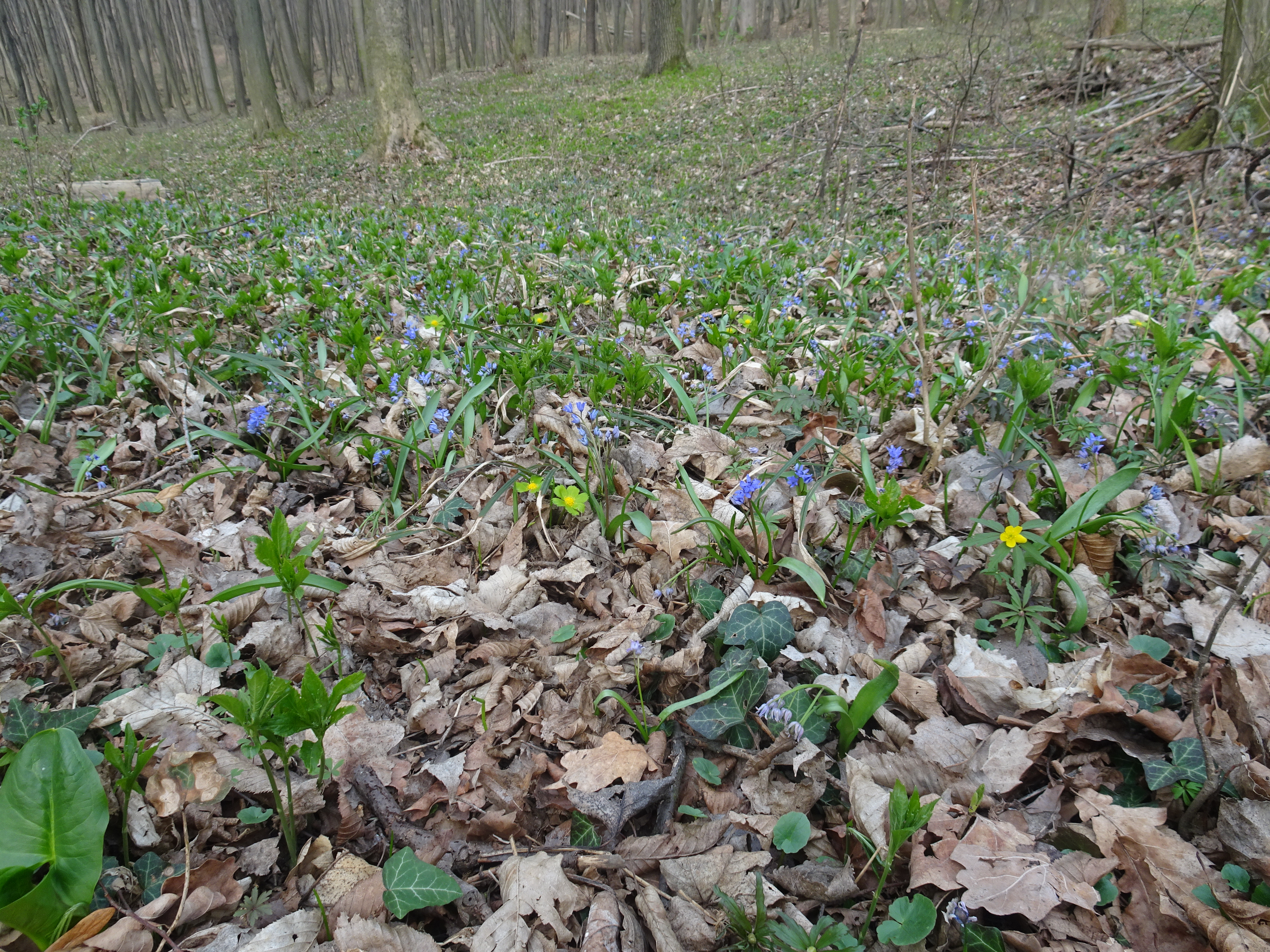
Jarní květena
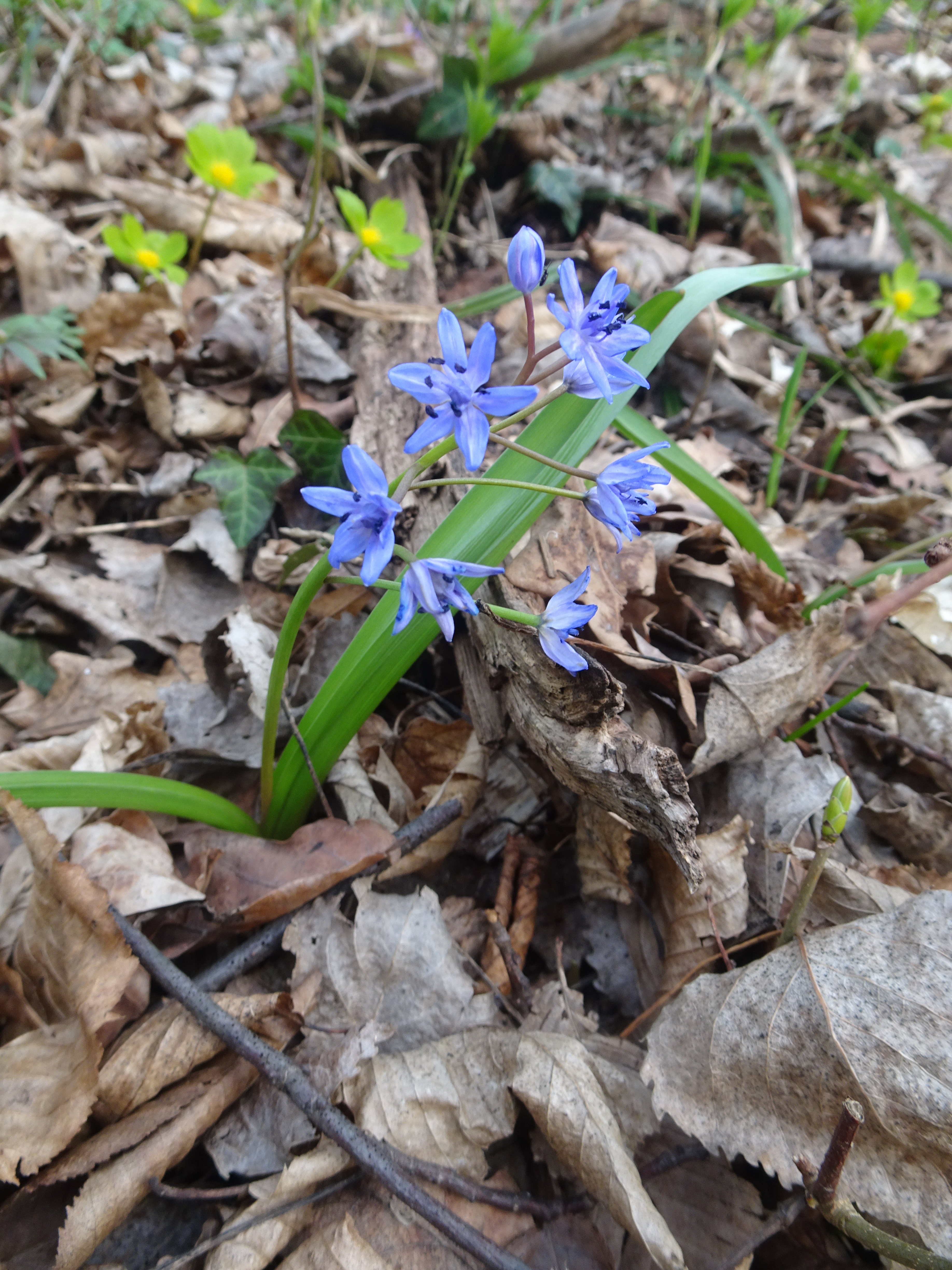
Ladoňka dvoulistá
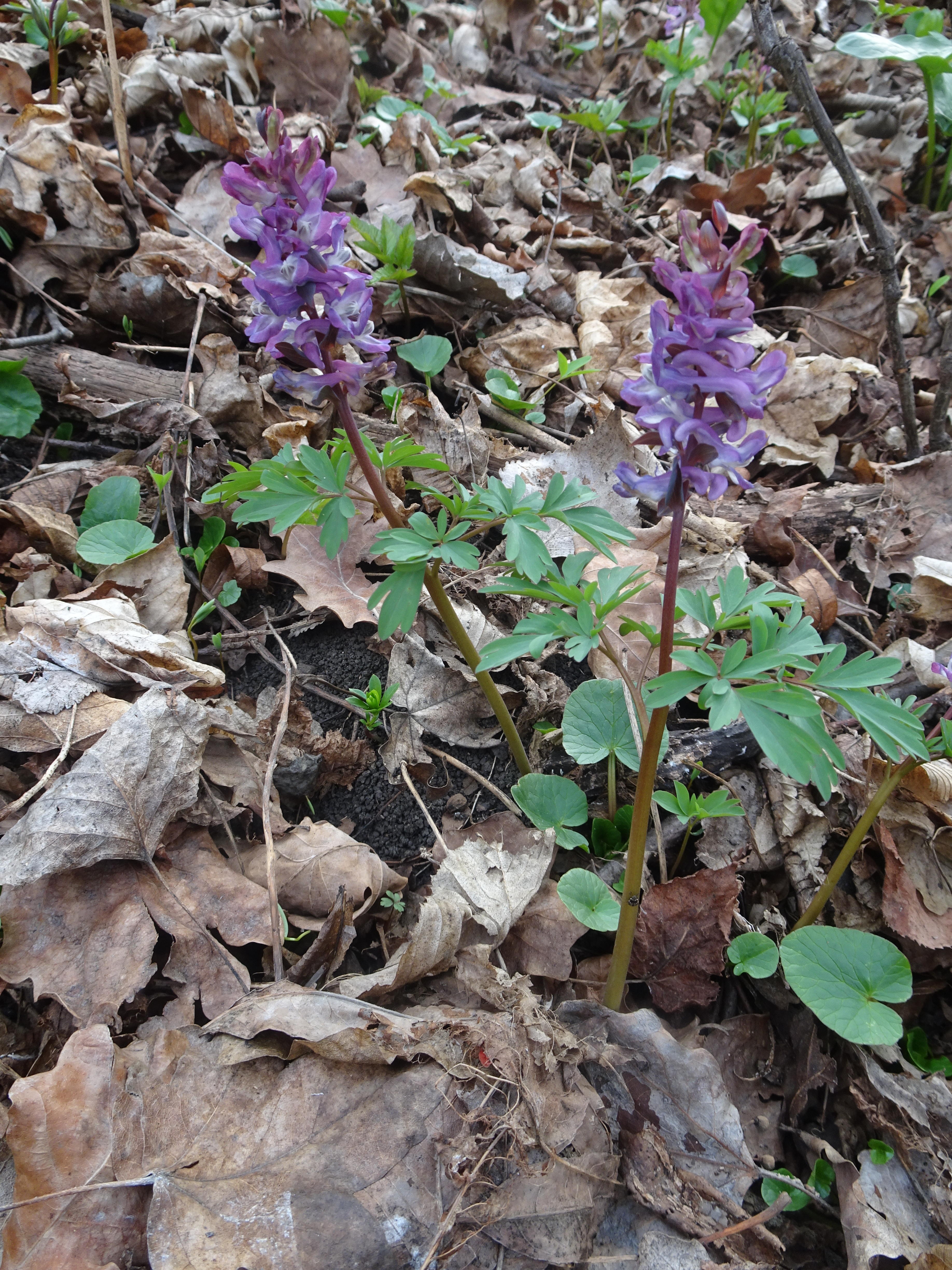
Dymnivka dutá